# Cryphia castanea
Cryphia castanea là một loài bướm đêm trong họ Noctuidae.